# 埃氏溪脂鯉
埃氏溪脂鯉，為輻鰭魚綱脂鯉目脂鯉亞目頂器脂鯉科的其一種，分布於南美洲巴拉那河流域，體長可達5.6公分，棲息在底中層水域，生活習性不明。